# Merrill (Oregon)
Merrill ist eine Ortschaft, administrativ eine City, im Klamath County im Süden des US-Bundesstaats Oregon. Das U.S. Census Bureau hat bei der Volkszählung 2020 eine Einwohnerzahl von 821 auf einer Fläche von 1,1 km² ermittelt.
Merrill liegt auf einer Höhe von 1239,6 Metern.

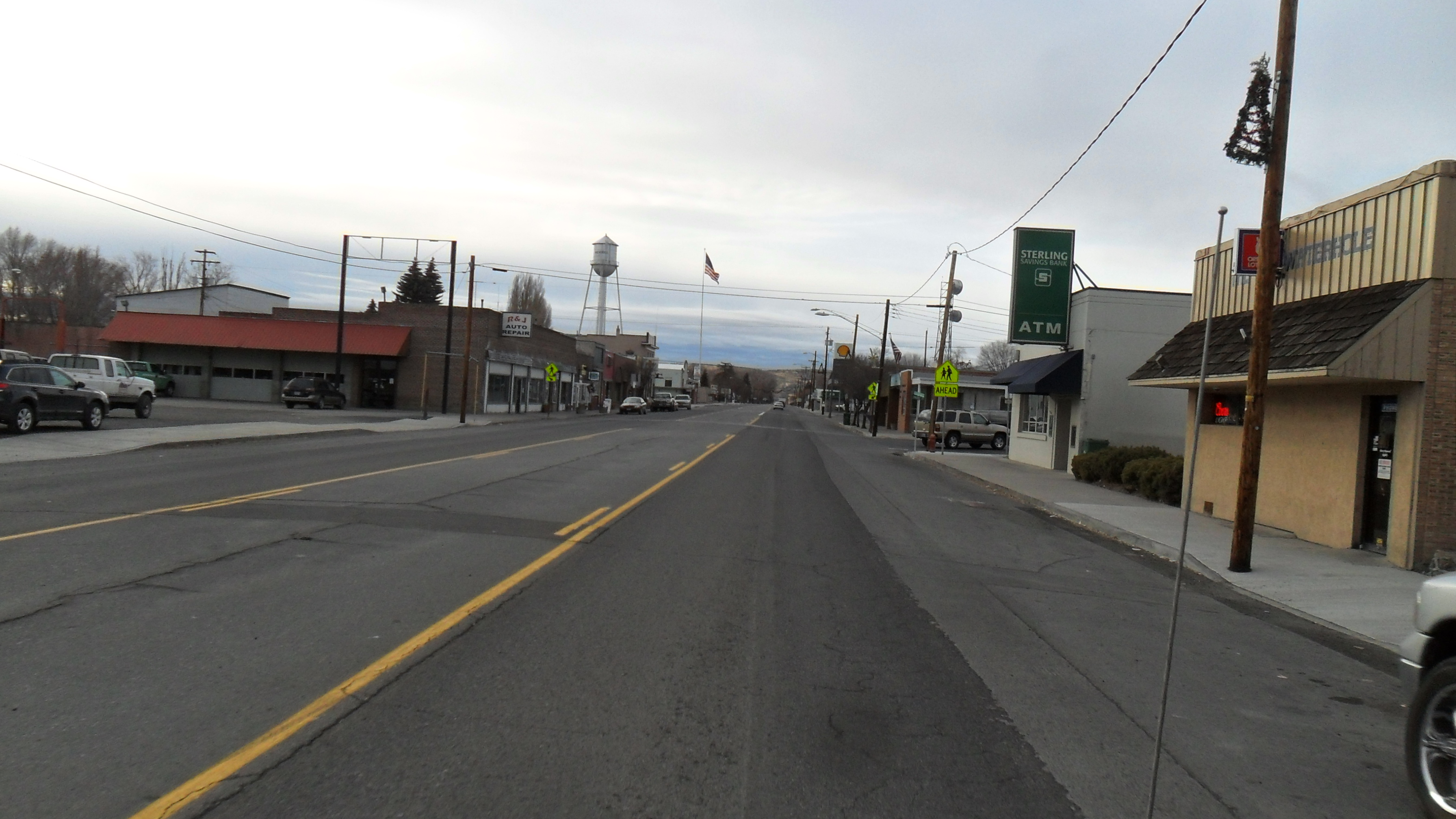
Oregon Route 39 in Merrill

Die Regionalstraße Oregon Route 39 führt durch den Ort.
Carl Barks wurde hier geboren und wuchs hier auf.